# Рибаков Юрій Михайлович
Юрій Михайлович Рибаков (14 вересня 1930 — 20 жовтня 2023) — радянський та російський дипломат. Надзвичайний та Повноважний Посол.

## Біографія
Закінчив Московський державний інститут міжнародних відносин (МДІМВ) МЗС СРСР (1953).
- У 1953—1955 роках — перекладач апарату Верховного комісара СРСР в Австрії.
- У 1955—1956 роках — співробітник центрального апарату МЗС СРСР.
- У 1956—1962 роках — аташе, третій секретар Посольства СРСР у НДР.
- У 1962—1970 роках — другий секретар, перший секретар, радник договірно-правового відділу МЗС СРСР.
- У 1970—1972 роках — радник Постійного представництва СРСР при ООН.
- У 1972—1978 роках — директор Д-2 Секретаріату ООН.
- У 1978—1979 роках — заступник завідувача Договірно-правового відділу МЗС СРСР.
- У 1979—1988 роках — завідувач Договірно-правового відділу МЗС СРСР.
- У 1988—1990 роках — начальник Договірно-правового управління МЗС СРСР.
- З 1990 по 2 листопада 1992 рік — Надзвичайний і Повноважний Посол СРСР, потім Росії в Марокко[2].

Після виходу на пенсію у 1992 році — професор Дипломатичної академії МЗС Росії, завідувач кафедри дипломатичної та консульської служби.

## Нагороди
- Нагрудна медаль Ф. Ф. Мартенса МЗС Росії.